# Anton Șuteu
Anton Șuteu (n. 17 ianuarie 1947, Aiud, Alba, România – d. 13 septembrie 2010, București, România) a fost un compozitor și profesor român. 
A fost fiul generalului prof. dr. doc. Iuliu Șuteu.

## Studiile
Studiile muzicale le-a început la Liceul de Muzică nr. 1 din București (1960-1966) cu Emilia Vlangali (pian), continuându-le la Conservatorul din București (1966-1972) cu Anatol Vieru (compoziție), Dragoș Alexandrescu (teorie-solfegiu), Ion Dumitrescu (armonie), Nicolae Buicliu (contrapunct), Tudor Ciortea (forme muzicale), Aurel Stroe (orchestrație), Vinicius Grefiens (citire de partituri), Ovidiu Varga și Octavian Lazăr Cosma (istoria muzicii), Constantin Bugeanu (dirijat orchestră). 
S-a specializat la Academia de Muzică Santa Cecilia din Roma (1972-1974) cu Virgilio Mortari (compoziție). 
În 2005, a devenit doctor în muzicologie la Universitatea Națională de Muzică din România.

## Cariera profesională
Asistent (1972-1990), lector (1990-1992), conferențiar (1992-2006) și profesor (din 2006) la catedrele de compoziție și muzicologie la Universitatea Națională de Muzică din București. 
Din 1992, a fost coordonatorul secției de Muzică ușoară și Jazz, a Uniunii Compozitorilor și Muzicologilor. A susținut conferințe, prelegeri, emisiuni de radio și televiziune. A publicat articole în Muzica. 

## Muzică de teatru
- Tache, Ianke și Cadâr (1993), muzică de scenă la piesa lui Victor Ion Popa;
- Numele trandafirului (1994), muzică de scenă la piesa după romanul lui Umberto Eco;
- Steaua fără nume (1995), muzică de scenă la piesa lui Mihail Sebastian;
- Pasărea în spațiu (2002), muzică de scenă la piesa lui Octavian Greavu.

## Muzică vocal-simfonică
- Preludiul primăverii (1973), cântată pentru cor mixt și orchestră, p.a. București, VII 1973, Orch. și Coral Cons., Grigore Iosub.

## Muzică simfonică
- Simfonia nr. 1 ,,Chemarea" (1972), p.a. București, m 1972, Cons., Emanuel Elenescu; *Simfonia nr. 2 ,,Moisei" (1980), p.a. București, 30 IV 1980, Fil., Radu Chișu. București, Edit. Muzicală, 1981;
- Obiceiuri marocane (1989), suita simfonică, p.a. Casablanca/Maroc, 1989.

## Muzică pentru spectacole de televiziune
- Totul e posibil în joc / It's all in the game (1984). Coproducție româno-olandeză, Montreux, Elveția.

## Muzică de film
- Drumuri în cumpănă (1979)
- Ultima frontieră a morții (1979)
- Ana și „hoțul” (1981)
- Buletin de București (1983)
- Acțiunea „Zuzuc” (1984)
- Marea sfidare (1990)
- Autor anonim, portret necunoscut (1990, regia Dan Pita);
- Șobolanii roșii (1991, regia Florin Codre);
- Moartea unui artist (1992, regia Valeriu Drăgușanu);
- E pericoloso sporgersi (1993) - în colaborare cu Nae Caranfil
- Timpul liber (1993)
- O vară de neuitat (1995, regia Lucian Pintilie);
- Asfalt Tango (1996)
- Omul zilei (1997)
- Triunghiul morții (1999)
- Carol I - Un destin pentru România (2009)

## Muzică de cameră
- Rondo pentru violoncel și pian (1971);
- Scherzo pentru viola și pian (1971);
- Sonata pentru pian în stil clasic (1972);
- Sonata pentru trompetă și violoncel (1972);
- Meditație (1972), pentru pian;
- Cvintetul de suflători „Acasă" (1973), pentru flaut, clarinet, oboi, fagot și corn. București, Edit. Muzicală, 1991;
- Cvintetul „Culori" (1979), pentru clarinet, vioară, viola, violoncel și pian. București, Edit. Muzicala, 1983 (ST-ECE 01694);
- Temă cu variațiuni (1989), pentru pian. București, Edit. Muzicală, 1989.

## Muzică ușoară, pop, jazz
- Nu uita, vântule! (1981), voce și orchestră, versuri de Eugen Rotaru (ST-EDE 02371);
- Ce iubire și ce gânduri (1982), voce și orchestră, versuri de Eugen Rotaru;
- Drumul iubirii (1984), voce și orchestră, versuri de Flavia Buref (ST-EDE 03448);
- Da, recunosc (1984), voce și orchestră, versuri de Flavia Buref (ST-EDE 03448);
- Am visat doi trandafiri (1984), voce și orchestră, versuri de G. Braber (în limba olandeză);
- Cântec pentru o floare (1984), voce și orchestră, versuri de Eugen Rotaru;
- Mere fermecate (1986), voce și orchestră, versuri de Eugen Rotaru; idem, versiune orchestrală (ST-EDE 03297);
- Să nu lovim nicicând un porumbel (1985), voce și orchestră, versuri de Dan V. Dumitru (ST-EDE 03448);
- Fructul vieții (1985), voce și orchestră, versuri de Dan V. Dumitru (ST-EDE 02996);
- Cântec despre soare și pământ (1985), voce și orchestră, versuri de Dan V. Dumitru (ST-EDE 02996);
- Pacea florilor (1985), voce și orchestră, versuri de George Tarnea;
- Deschideți poarta soarelui (1986), voce și orchestră, versuri de Dan V. Dumitru (ST-EDE 03448);
- Lumea suntem noi (1986), voce și orchestră, versuri de Dan V. Dumitru (ST-EDE 03448);
- Voi, oameni de mâine (1986), voce și orchestră, versuri de Dan V. Dumitru (ST-EDE 03448);
- Așteptare (1986), voce și orchestră, versuri de George Tarnea;
- Cântați cu noi (1986), voce și orchestră, versuri de Dan Verona;
- Chemarea (1986), pentru orchestră (ST-EDE 03297);
- Reverie (1986), pentru orchestră;
- Să ocrotim copacii înfloriți (1987), voce și orchestră, versuri de Dan V. Dumitru (ST-EDE 03448);
- Cântecul mamei (1987), pentru orchestră (ST-EDE 03297);
- Marea (1987), pentru orchestră (ST-EDE 03297);
- Amintiri (1987), pentru orchestră (ST-EDE 03297);
- Spirala (1987), pentru orchestră (ST-EDE 03297);
- Ritmuri (1987, pentru orchestră;
- Nu-ți spun adio (1988) , voce și orchestră, versuri de Dan V. Dumitru (ST-EDE 03437);
- O pasăre (1988), voce și orchestră, versuri de Dan V. Dumitru;
- Adagio (1988), pentru orchestră; Gând senin (1989), pentru orchestră;
- Ostinato (1990), pentru orchestră (ST-EDE 03267);
- Steaua sudului (1991), pentru orchestră (ST-EDE 04167);
- Gratitudine (1991), pentru orchestră (ST-EDE 04167);
- O străduța din Florența (1991), pentru orchestră;
- Prima întâlnire (1991), pentru orchestră;
- Porțile Levantului (1991), pentru orchestră (ST-EDE 034167);
- Albastru de Voroneț (1991), pentru orchestră (ST-EDE 04167);
- Miles mood (1991), pentru orchestră (ST-EDE 04167);
- Coral (1992), pentru orchestră (ST-EDE 04167);
- Zodiac (1992), pentru orchestră;
- Obsesia unui dans (1992), pentru orchestră;
- Nostalgie (1993), pentru orchestră;
- Ecouri (1993), pentru orchestră;
- Vis de iarnă (1992), pentru orchestră;
- Acasă (1992), pentru orchestră;
- Funck (1993), pentru orchestră;
- Depărtări (1993), pentru orchestră;
- De vorba cu mine (1993), pentru orchestră;
- Amintirea unei vacanțe (1993), pentru orchestră;
- Curcubeu (1994), pentru orchestră;
- Transparent, pentru orchestră;
- Fantezie pe o temă de Boccherini (1995), pentru orchestră;
- Vis de dragoste (1995), pentru orchestră;
- Adagio pentru pian (1996), pentru orchestră;
- Fantezie cromatică (1996), pentru orchestră;
- Decembrie (1996), pentru orchestră (Euromusic 1996);
- Ursita (1996), pentru orchestră (Euromusic 1996);
- Saturn, pentru orchestră (Euromusic 1996);
- Capricorn (1996), pentru orchestră (Euromusic 1996);
- Flori de liliac (1997), pentru orchestră (Euromusic 1997);
- Venus, pentru orchestră (Euromusic 1997);
- Aprilie (1997), pentru orchestră (Euromusic 1997);
- Taur (1997), pentru orchestră (Euromusic 1997);
- Love is sacrifice (1997), pentru orchestră (Arcadia/Elveția, IS 560-2, 1998);
- Love is devotion (1997), pentru orchestră (Arcadia/Elveția, IS 560-2, 1998);
- Love is renunciation (1997), pentru orchestră (Arcadia/Elveția, IS 560-2, 1998);
- Love is flirtation (1997), pentru orchestră (Arcadia/Elveția, IS 560-2, 1998);
- Love is enthusiasm (1997), pentru orchestră (Arcadia/Elveția, IS 560-2, 1998);
- Love is idolization (1997), pentru orchestră (Arcadia/Elveția, IS 560-2, 1998);
- Love is Bliss (1997), pentru orchestră (Arcadia/Elveția, IS 560-2, 1998);
- Într-o zi de noiembrie (1998), pentru orchestră;
- Tu și eu (1998), pentru orchestră;
- Orașul amintirilor (1999), pentru orchestră;
- În ritm de bossanova (1999), pentru orchestră;
- Nostalgie (2000), pentru orchestră;
- Raza aurie (2000), pentru orchestră;
- Samba (2000), pentru orchestră;
- Cer (2000), pentru orchestră;
- Pulsație (2001), pentru orchestră;
- Hoinărind prin oraș (2001), pentru orchestră;
- Miraj (2002), pentru orchestră;
- Ecouri (2002), pentru orchestră;
- O nouă zi (2003), pentru orchestră;
- Plimbare (2003), pentru orchestră;
- Orient Expres (2004), pentru orchestră;
- Doi septembrie (2004), pentru orchestră;
- Undeva, cândva (2005), pentru orchestră;
- Șoapte (2005), pentru orchestră.

## Muzicologie
- Profesionalism și diletantism, in: Muzica, București, nr. 3, III 1985.

„Când încerci să caracterizezi creația lui Anton Șuteu, ai senzația că pornești de la șlagărul Deschideți poarta soarelui (un model al genului de divertisment autohton împins până la limita superioară a muzicii universale din secolul XX), pentru ca apoi să traversezi muzica de scenă și de film (zăbovind la coloanele sonore ale peliculelor Triunghiul morții și Pasărea în spațiu sau la jocul de scenă al spectacolelor de teatru Steaua fără nume și Numele trandafirului), spre a descifra vechea pasiune a compozitorului - muzica simfonică - mărturisită permanent prin legăturile indestructibile între noile forme și genuri muzicale, sfârșind totuși prin revenirea la același refren obsesiv din Poarta soarelui - devenit emblema inconfundabilă a unui compozitor particular. Chiar dacă Anton Șuteu afirma, în singurul său jurnal componistic subiectiv, obsesiv intitulat Deschideți poarta soarelui (București, Arpeggione Publishing House, 2006), cd «în fața acestor coloane sonore mă simt pe deplin împlinit», deoarece muzica sa de scenă a devenit o componentă activă a spectacolului și doar una conjunctural - ambientală, totuși se pare că posteritatea - admirându-i ambiția și riscul profesional de a se menține la «granița dintre creația majoră și cea a dezinvolturii exprimării cotidiene» – va admira mai mult «părticelele» genului ușor (Nu-ți spun adio, Deschideți poarta soarelui) ce i-au marcat destinul. «Cazul» Anton Șuteu nu are egal în peisajul artistic românesc din veacul trecut decât poate în cel al lui Ion Vasilescu (care a alunecat de la Cvartetul de coarde, încununat în tinerețe cu un premiu de compoziție de către George Enescu, care spera să-l convingă pe discipolul Scholei Cantorum să nu părăsească teritoriul clasic, pentru muzica ușoară), în ciuda unui pronunțat palmares, cu două simfonii și două cvintete, de incontestabila originalitate. Încercând să ilustreze prin sunete Albastrul de Voroneț prin clepsidra unor ostinați de percuție (Între cer și pământ), apelând la vocea de soprană și la cornul englez spre a obține timbruri speciale (Aspirații), refugiindu-se în ritmurile muzicii de jazz pentru a căuta o binemeritată relaxare sufletească, Anton Șuteu a rămas același artizan riguros, logic în discursurile sonore, stăpân pe tehnică și care a știut să se exprime cât mai firesc, spre a i se deschide mereu «poarta soarelui»”.

## Premii și distincții
A fost distins cu Premiul Gaudeamus la Concursul internațional din Olanda (1979), cu Mențiunea specială a juriului Trandafirul de aur de la Montreux/Elveția (1984), cu Premiul Uniunii Compozitorilor și Muzicologilor (1986, 1987), cu Premiul Uniunii Cineaștilor din România (1991, 1992, 1993, 1995, 1996) și cu Premiul Marocului (Casablanca, 1989).

### Decorații
- Ordinul național „Steaua României” în grad de Cavaler (1 decembrie 2000) „pentru realizări artistice remarcabile și pentru promovarea culturii, de Ziua Națională a României”[4]